# 光纤激光器
光纤激光器，固体激光器的一种，只是其工作介质为掺杂稀土元素的光纤。目前，光纤激光器有单端泵浦，双端泵浦两种，后者的功率可以达到很高。 也有相干合成技术在研发中用于扩展输出功率。
1964年，Elias Snitzer提出包层泵浦技术可以应用于光纤激光器，该技术提高了泵浦效率，使得泵浦源不仅限制于单模激光。
1. ↑  http://www.opticsinfobase.org/ao/abstract.cfm?uri=ao-3-10-1182